# ريان كارب
ريان كارب (بالإنجليزية: Ryan Karp)‏ هو لاعب كرة قاعدة أمريكي، ولد في 5 أبريل 1970 في لوس أنجلوس في الولايات المتحدة.

## وصلات خارجية
- ريان كارب على موقعبيزبول رفرنس.كوم (الدوري الرئيسي) (الإنجليزية)
- ريان كارب على موقعبيزبول رفرنس.كوم (الدوري الثانوي) (الإنجليزية)